# Rugby 7

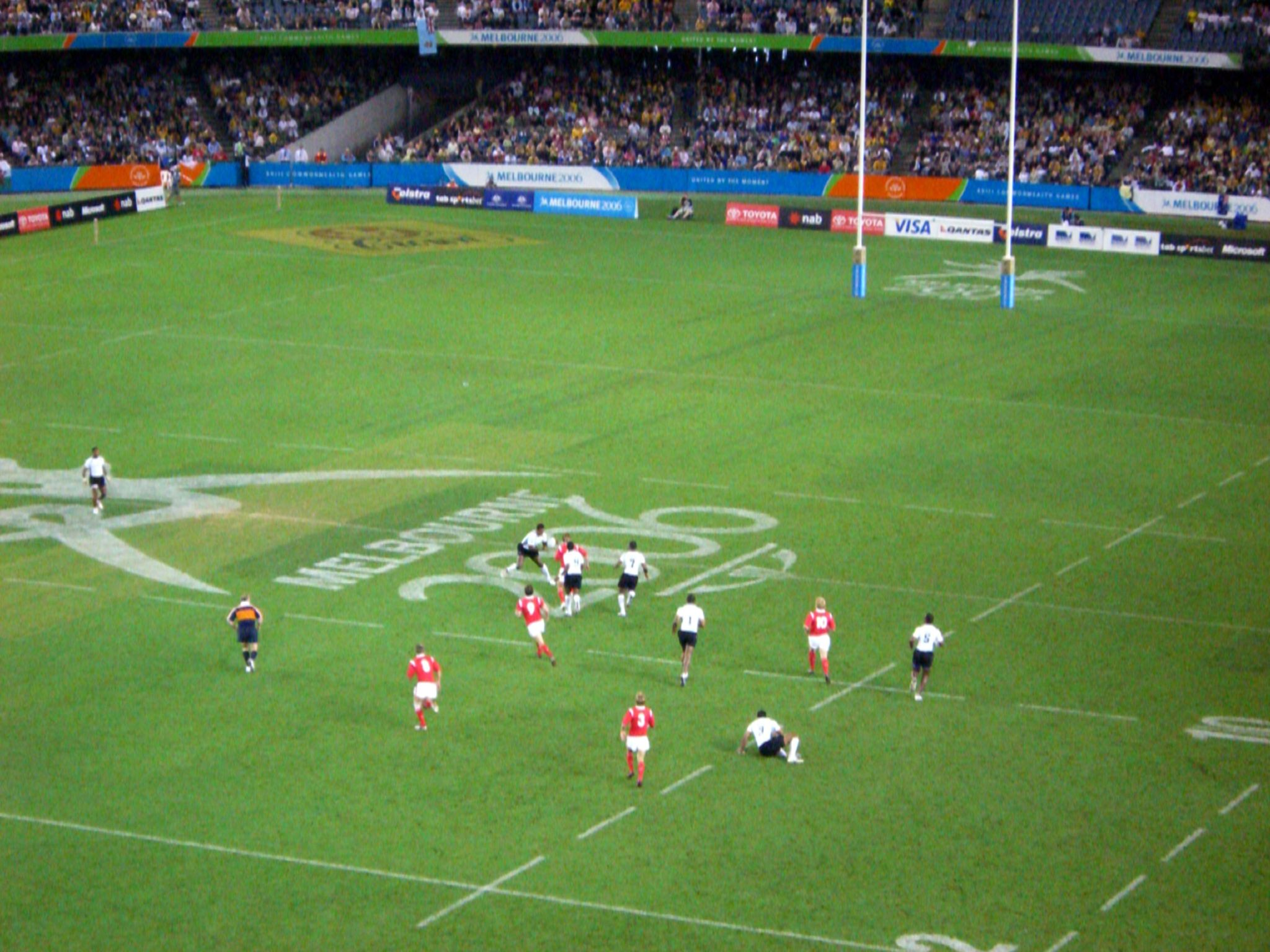
Mecz rugby 7 na Igrzyskach Wspólnoty Narodów 2006

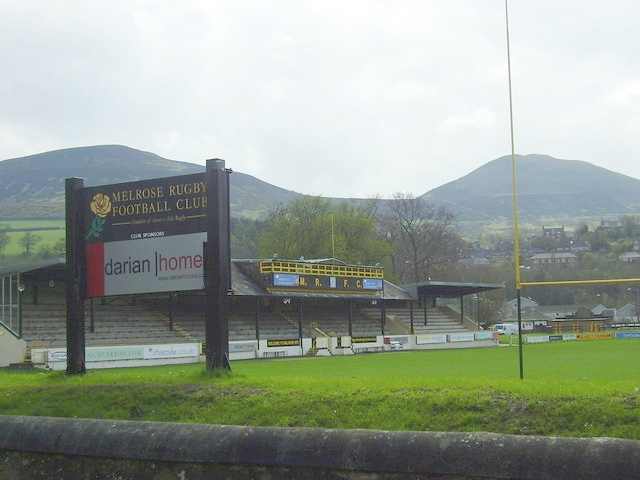
Melrose RFC

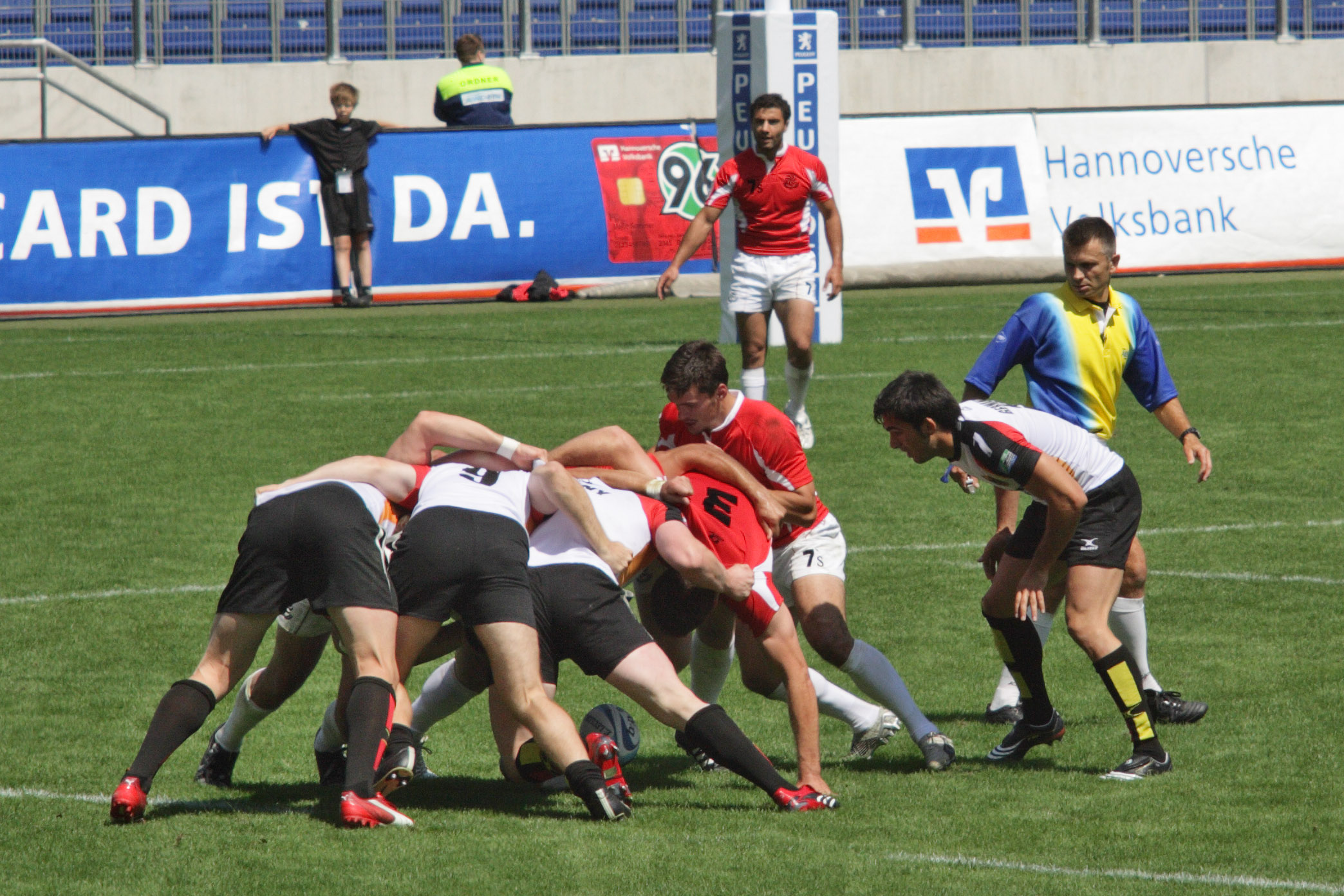

Rugby siedmioosobowe (też rugby 7, siódemki, 7's) – wywodzący się ze Szkocji wariant rugby union grany przez siedmiu zawodników zamiast standardowych piętnastu. Najważniejsze zawody – Sevens World Series i Puchar Świata – są organizowane przez  IRB. W rugby siedmioosobowym rozgrywki odbywają się w formie turniejów trwających od jednego do trzech dni w zależności od liczby uczestniczących drużyn. Od 2016 r. jest rozgrywany turniej olimpijski w tej odmianie sportu.

## Historia
Rugby siedmioosobowe narodziło się w południowej Szkocji najprawdopodobniej w 1883 r. za sprawą Neda Haiga i Davida Sandersona z Melrose szukających sposobu na wsparcie finansowe lokalnej drużyny rugby. Do okresu międzywojennego odmiana sportu zyskała na popularności na pograniczu szkocko-angielskim, jednak nie była znana gdzie indziej. Dopiero po I wojnie światowej rozegrano pierwsze turnieje w pozostałych częściach Szkocji i Anglii, w ramach zbiórki funduszy na cele charytatywne. 
Po II wojnie światowej rugby siedmioosobowe dotarło do innych państw i stopniowo zyskało na popularności. W 1973 r. rozegrano pierwszy międzynarodowy turniej siódemek na stadione Murrayfield w ramach obchodów stulecia szkockiej federacji rugby. W 1976 r. zainicjowano turniej Hong Kong Sevens, często uznawany za najpopularniejszy w tej odmianie sportu na świecie. Sukces turnieju w Hongkongu zwrócił uwagę IRB, które doceniło potencjał tej odmiany rugby. W 1993 r. rozegrano pierwszy Puchar Świata, a w 2016 r. rugby siedmioosobowe zadebiutowało na Igrzyskach olimpijskich (odbyły się zarówno turnieje mężczyzn i kobiet), a dyscyplina po 92 latach wróciła na największą imprezę sportową świata (wcześniej jednak grano w odmianę piętnastoosobową).

## Popularność i rozgrywki
Rugby siedmioosobowe jest dyscypliną względnie popularną w wielu krajach świata. Jest też uważane za sposób na jej promowanie, jak np. w Hongkongu, Kenii, Stanach Zjednoczonych czy Polsce. W rugby siedmioosobowym coraz chętniej rywalizują kobiety.
Najważniejszymi światowymi rozgrywkami są World Rugby Sevens Series, Puchar Świata oraz turniej olimpijski – wszystkie w wydaniu zarówno męskim, jak i żeńskim. Ponadto istnieją turnieje kontynentalne, regionalne oraz klubowe. Reprezentacja Polski bierze udział w zmaganiach organizowanych przez Rugby Europe; ponadto w Polsce rozgrywane są mistrzostwa kraju mężczyzn i kobiet, w których bierze udział kilkadziesiąt klubów z całego kraju.

## Rugby union a rugby 7
Rugby siedmioosobowe i piętnastoosobowe są w większości reguł bardzo podobne, a zmiany wprowadzono w celu dostosowania gry do zmniejszonej liczby zawodników na boisku. Podstawowe różnice:
| Rugby 7 - W grze bierze udział 7 graczy - Drużyna maksymalnie może mieć 5 rezerwowych - Drużyna maksymalnie może dokonać 3 zmian - Mecz trwa 2 x 7 min. (w finale 2 x 10 min.) - Żółta kartka wyklucza na 2 min. - Po zdobyciu punktów grę rozpoczyna drużyna, która je zdobyła. - Formację młyna tworzy 3 zawodników z każdej drużyny. - Przy podwyższeniu piłkę kopie się z kozła (drop kick) | Rugby union - W grze bierze udział 15 graczy - Drużyna maksymalnie może mieć 7 rezerwowych - Drużyna maksymalnie może dokonać 7 zmian - Mecz trwa 2 x 40 min. - Żółta kartka wyklucza na 10 min. - Po zdobyciu punktów następuje przynajmniej 10-metrowy wykop piłki na połowę przeciwnika. - Formację młyna tworzy 8 zawodników z każdej drużyny. - Przy podwyższeniu piłkę kopie się z podstawki (dawnej usypywano ziemię). |